# Llança (extinció d'incendis)
|  | Aquest article tracta sobre Llança per a l'extinció d'incendis. Vegeu-ne altres significats a «Llança». |

La llança per a l'extinció d'incendis és una peça de forma cilíndrica o cònica que, connectada a l'extrem d'una mànega, permet projectar agent extintor. La llança permet el control de la sortida d'aigua o escuma de la mànega: pot obrir o tancar la sortida de fluid, graduar la quantitat de fluid a projectar, i fins i tot dirigir-lo en forma de raig o polvoritzat, segons el tipus de llança.

## Tipus
Els principals tipus de llança per a l'extinció d'incendis són:
- Llança d'aigua: llança dissenyada principalment per a projectar aigua.
- Llança d'escuma: llança que emulsiona la mescla d'aigua i escumogen subministrant-hi una quantitat d'aire adequada, i que la projecta en forma d'escuma compacta.
- Llança de baixa expansió: llança d'escuma que funciona amb l'energia de la pressió de l'aigua i que produeix i projecta escuma de baixa expansió.
- Llança de mitjana expansió: llança d'escuma que funciona amb l'energia de la pressió de l'aigua i que produeix i projecta escuma de mitjana expansió.
- Llança de triple efecte: llança que permet projectar l'agent extintor en forma de raig ple, de raig difusor, o d'escut protector.[3] Les boques d'incendi equipades han d'estar dotades d'una llança de triple efecte.[4]

Altres tipus són:
- Monitor: tub de projecció d'agent extintor que s'utilitza muntat sobre un suport, fix o mòbil, de gir azimutal i zenital. Té un cabal i un abast superior a la llança i, a diferència d'aquesta, no ha de ser manipulat permanentment per un bomber.[1]
- Acortinador: llança que forma una cortina d'aigua per a la protecció contra incendis de dipòsits o instal·lacions sensibles a la calor radiant o a la projecció d'espurnes.[5]
- Llança perforant d'inertització: per a l'extinció del foc a l'interior d'un volum tancat (contenidors, golfes…) sense requerir l'obertura d'una porta.[6]

Tipus de llança
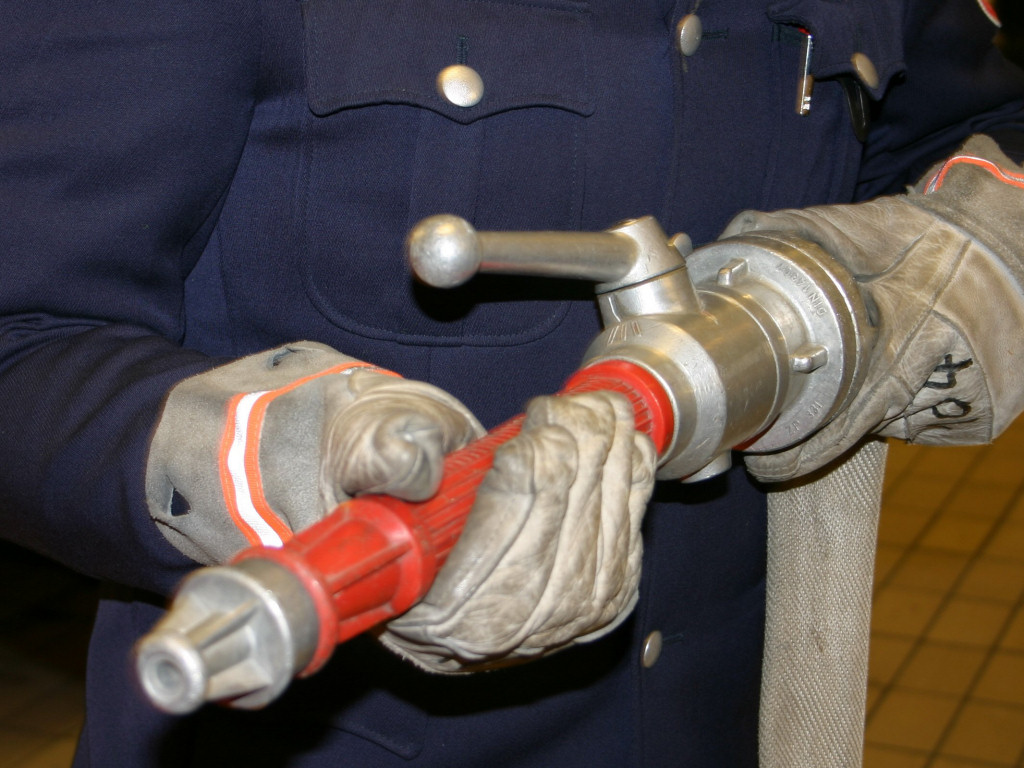
Llança d'aigua
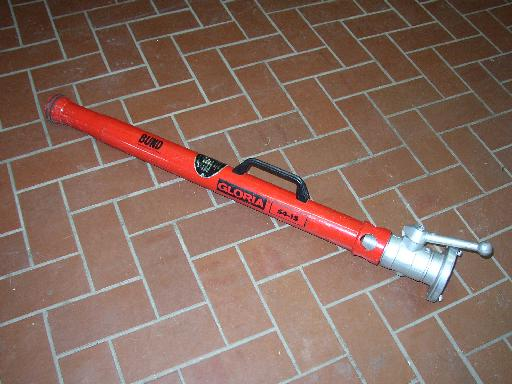
Llança d'escuma
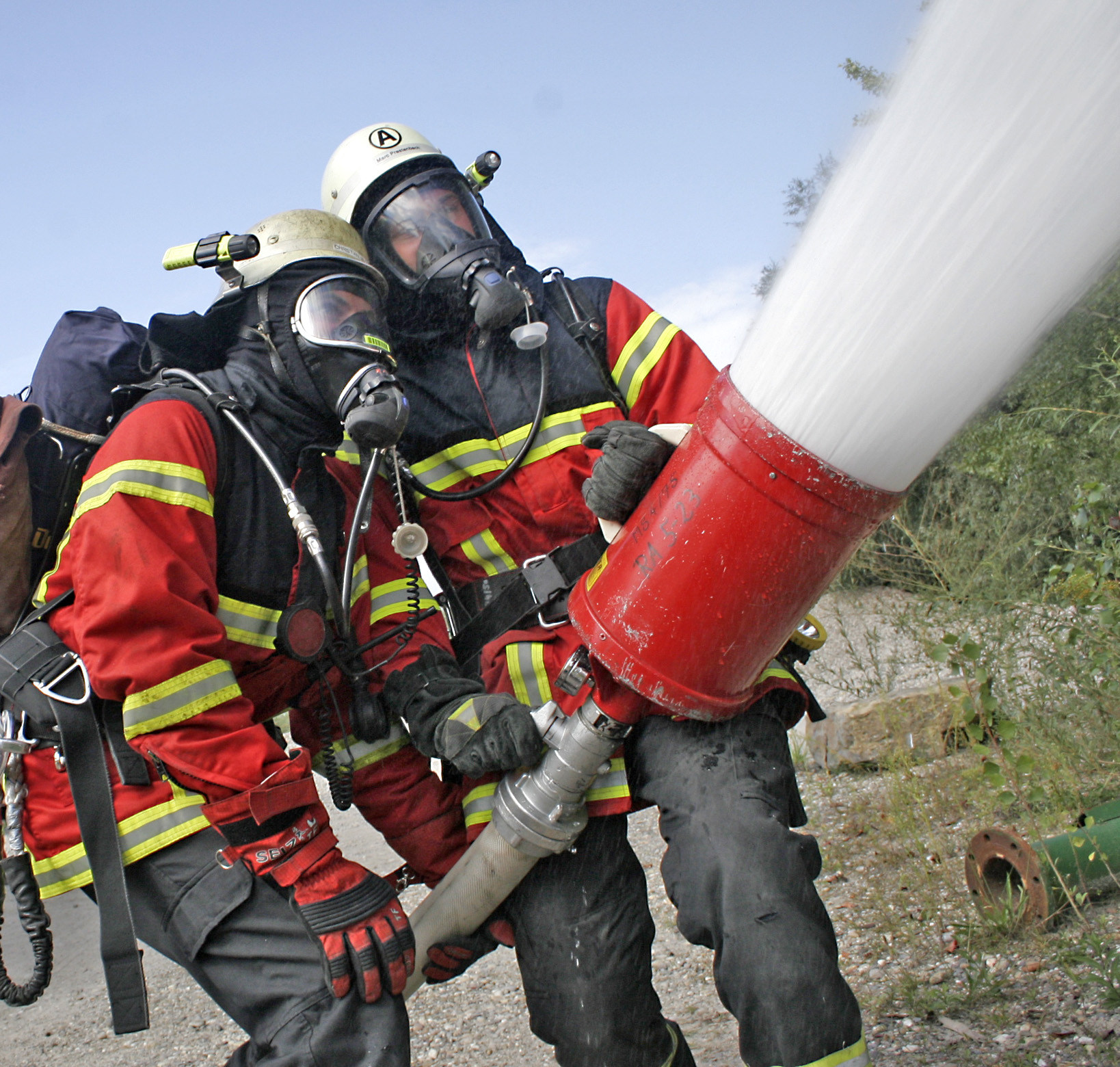
Llança de mitjana expansió
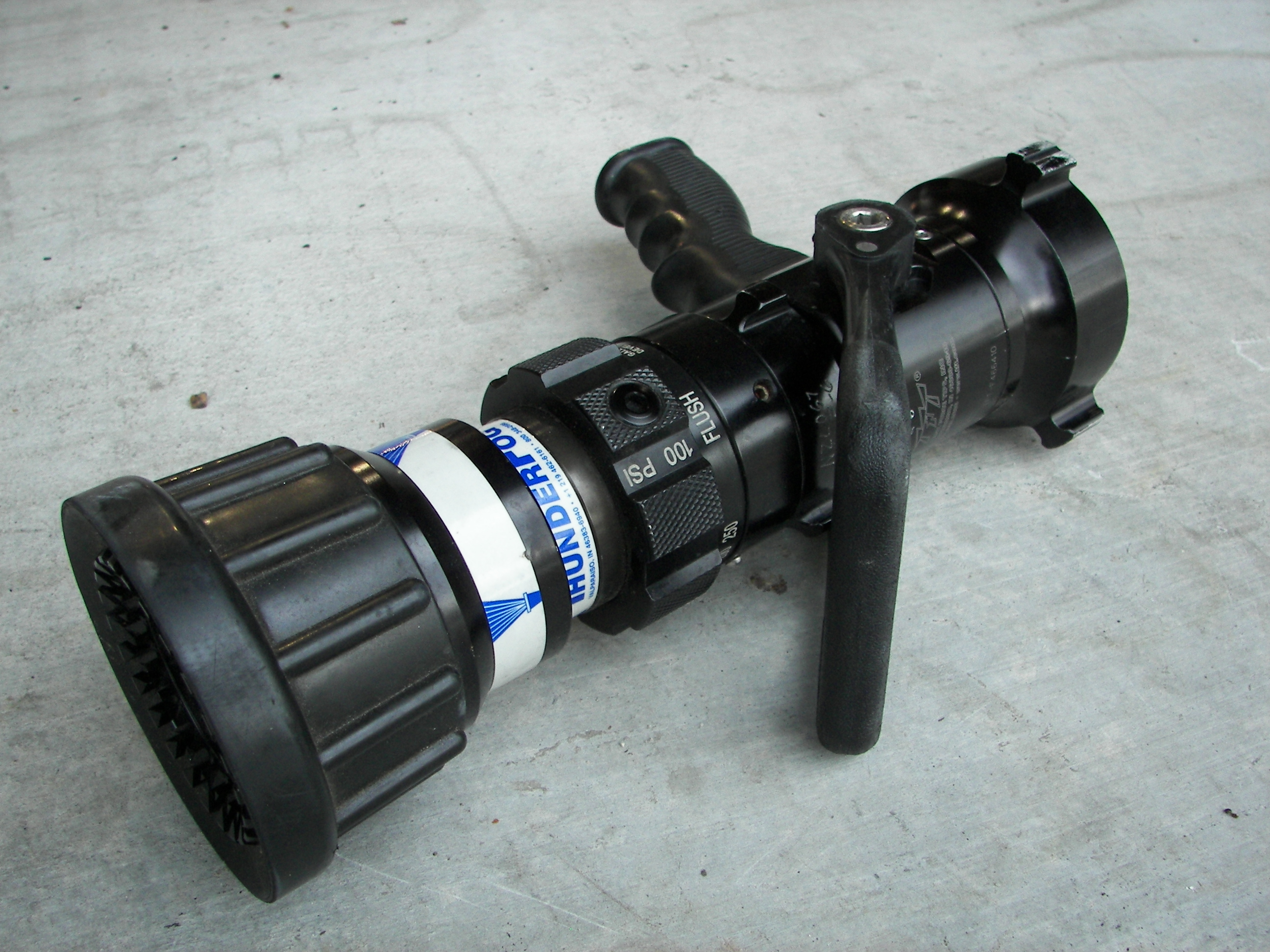
Llança de triple efecte
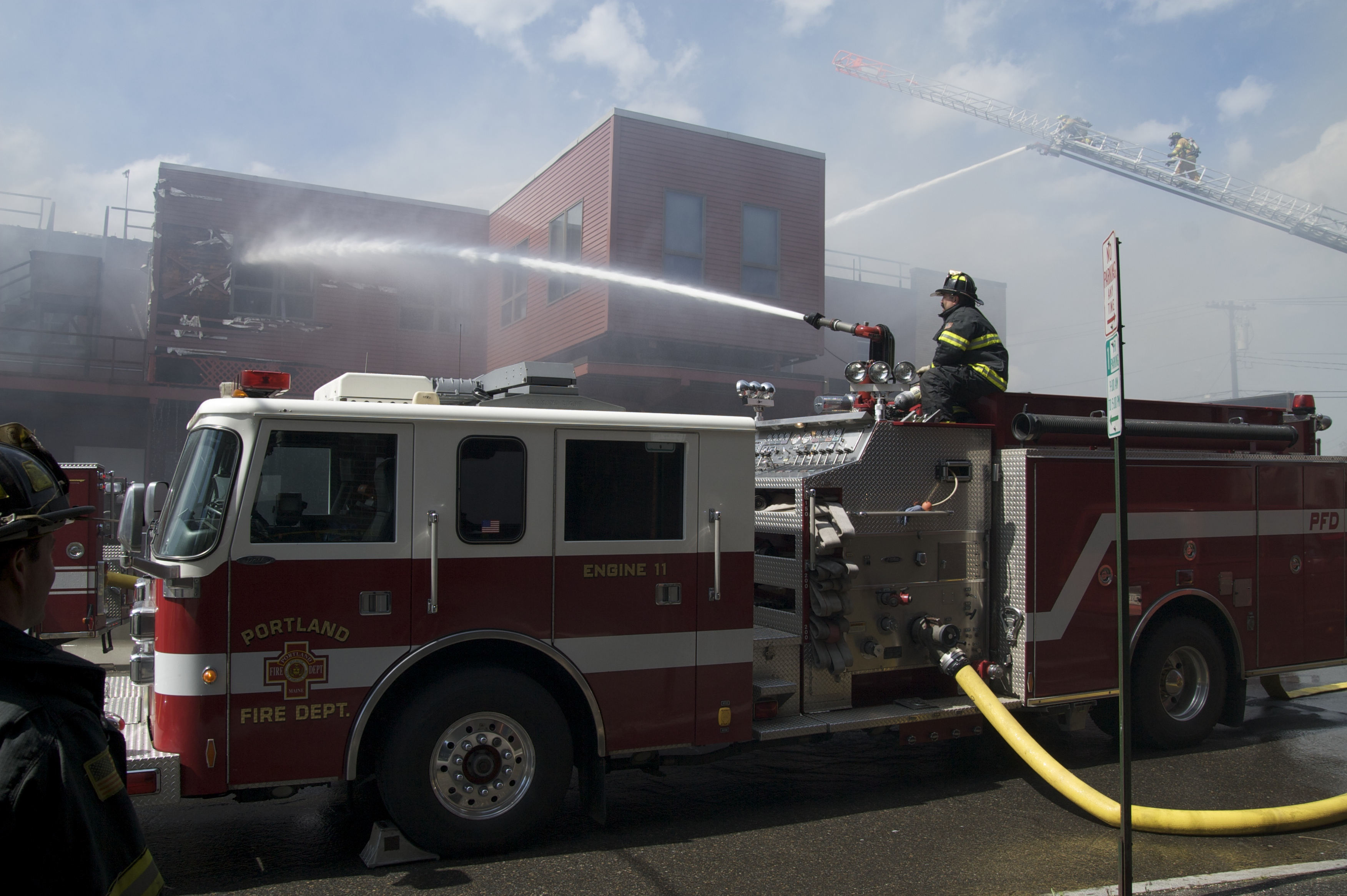
Monitor sobre autobomba
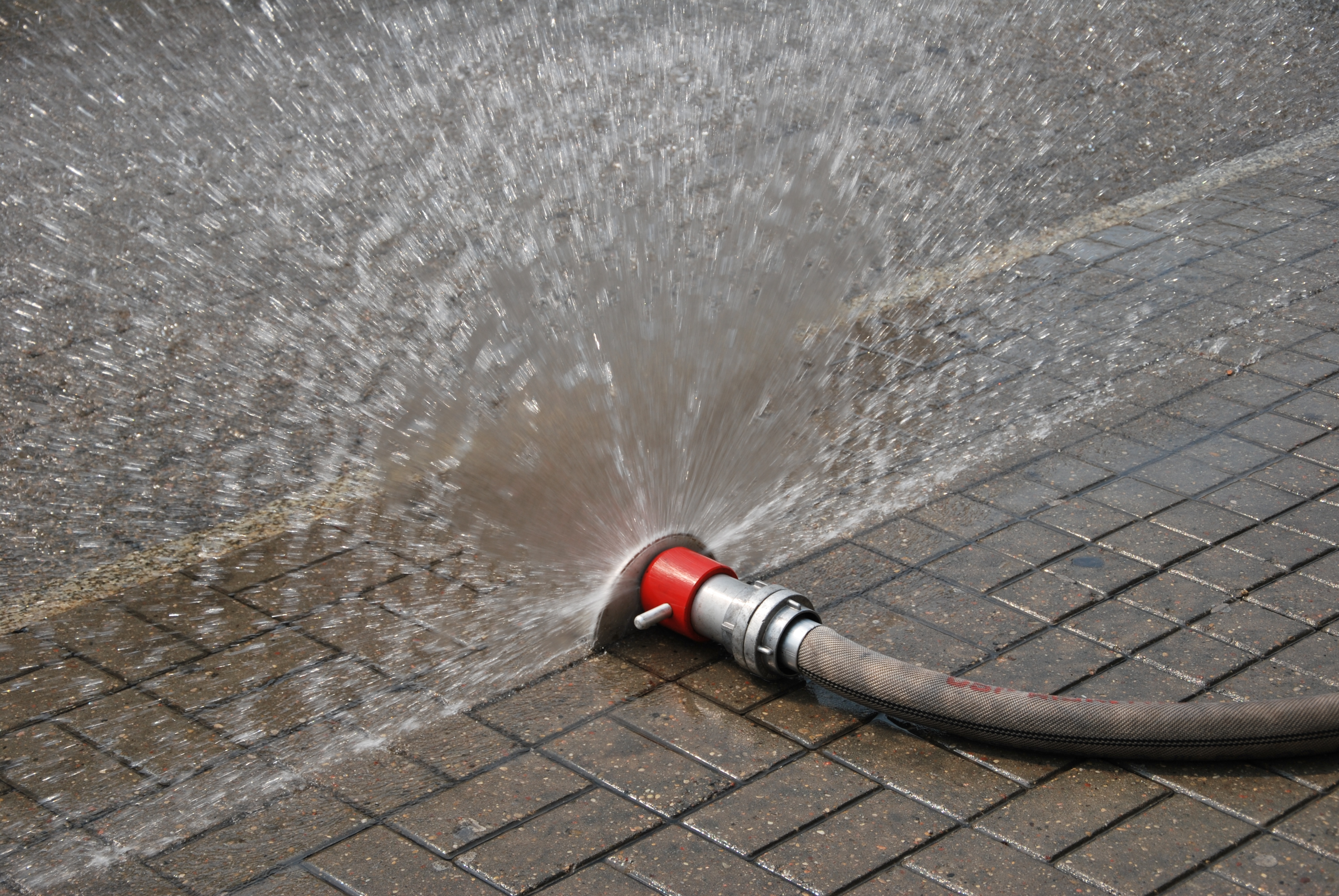
Acortinador
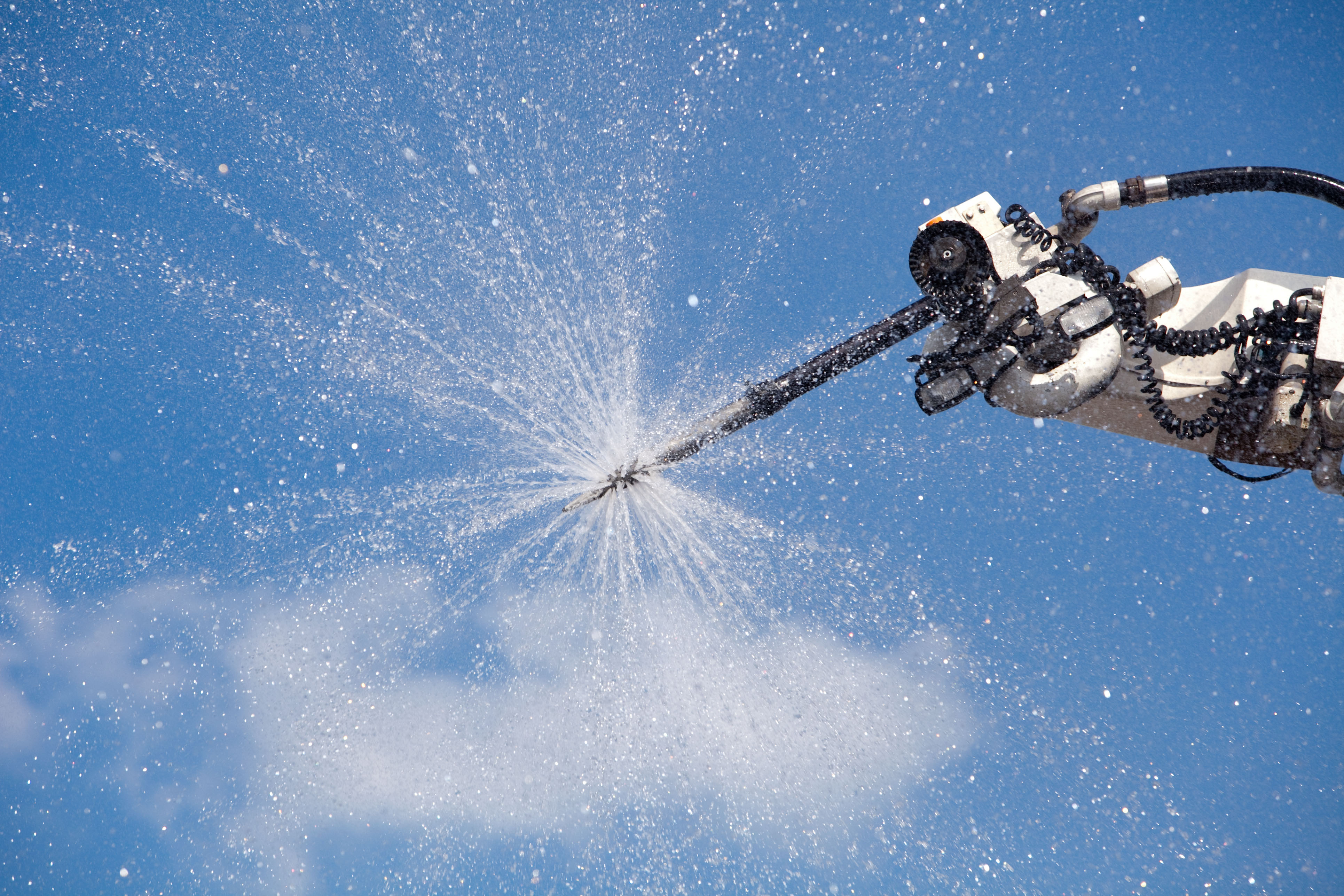
Llança perforant

## Normativa
A Europa les llances de mànega manuals destinades als serveis contra incendis han de complir la norma EN 15182-2:2019, i a Espanya la UNE-EN 15182-2:2020. Equip portàtil per projectar agents extintors subministrats per bombes dextinció dincendis. Llances de mànega manuals destinades als serveis contra incendis. Part 2: Llances de mànega mixtes PN 16.